# Marcelo Palau
Marcelo José Palau Ladope (Montevideo, 1º agosto 1985) è un ex calciatore uruguaiano naturalizzato paraguaiano, di ruolo centrocampista.